# قائمة اليهود الحاصلين على جائزة نوبل

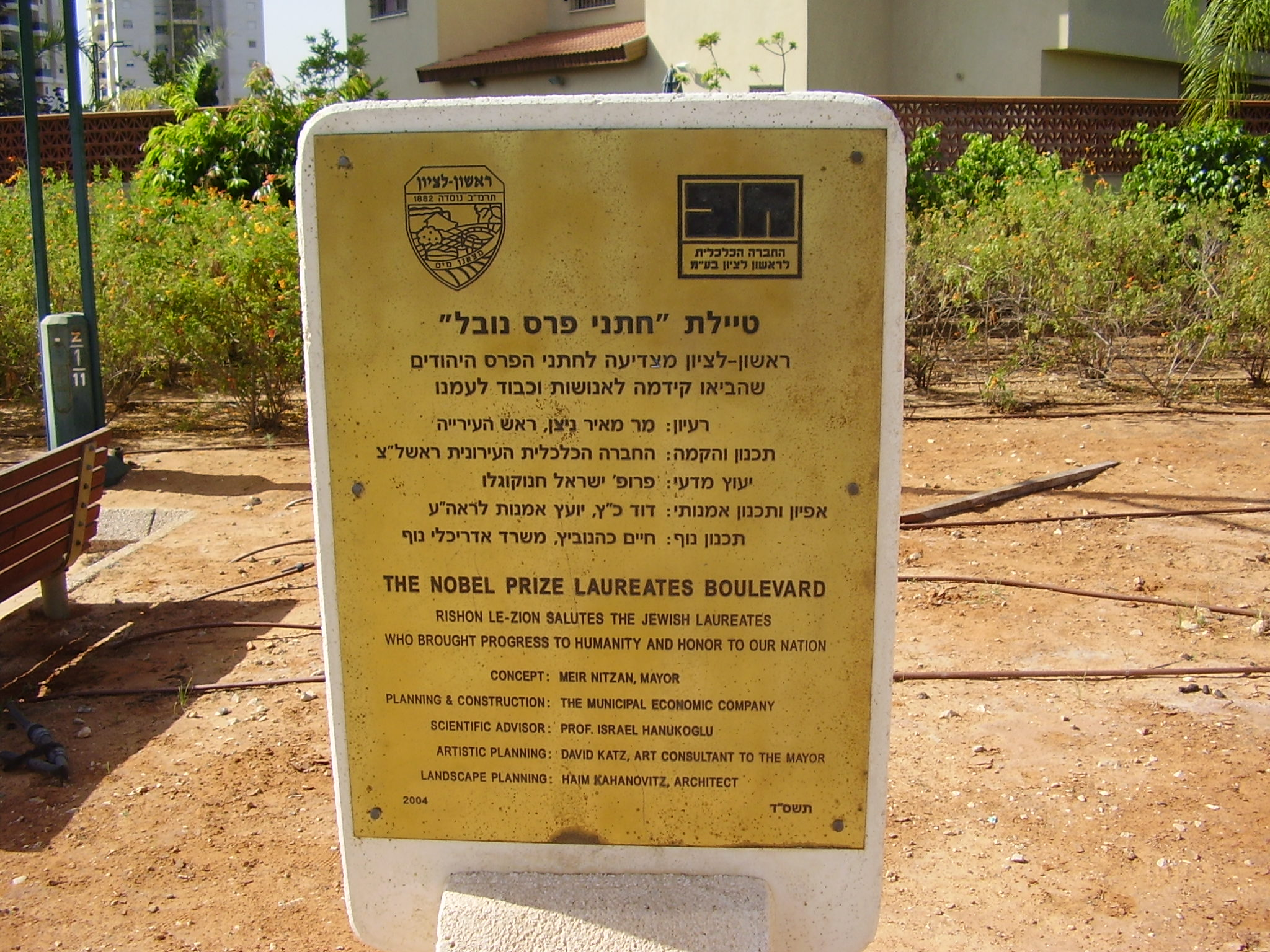
معلمة في شارع الحاصلين على جائزة نوبل في مدينة ريشون لتسيون تحيي اليهود الحاصلين على الجائزة.

جائزة نوبل هي جائزة سنوية دولية منحت للمرة الأولى عام 1901. تمنح لمكافئة الأعمال في مجالات الفيزياء والكيمياء والطب أو علم وظائف الأعضاء والأدب والسلام. كما تُمنح أيضاً في مجال الاقتصاد ابتداءاً من عام 1969. منحت الجائزة منذ تأسيسها إلى ما يزيد على ثمان مائة شخص، على الأقل 20% منهم يهود، رغم أن عدد اليهود لا يزيد على 0.2% من سكان العالم.
تشمل القائمة أسماء للحائزين على جائزة نوبل، من اليهود إثنياً أو دينياً، بعض الأسماء المذكورة من أصل يهودي، وعدد آخر من الأسماء المذكورة تُعرّف أنفسهم كلادينيين أو ملحدين، بعض الأسماء المذكورة نشأت كمسيحيين أو اعتنقت المسيحية فيما بعد.

## أبرز الفائزين بجائزة نوبل

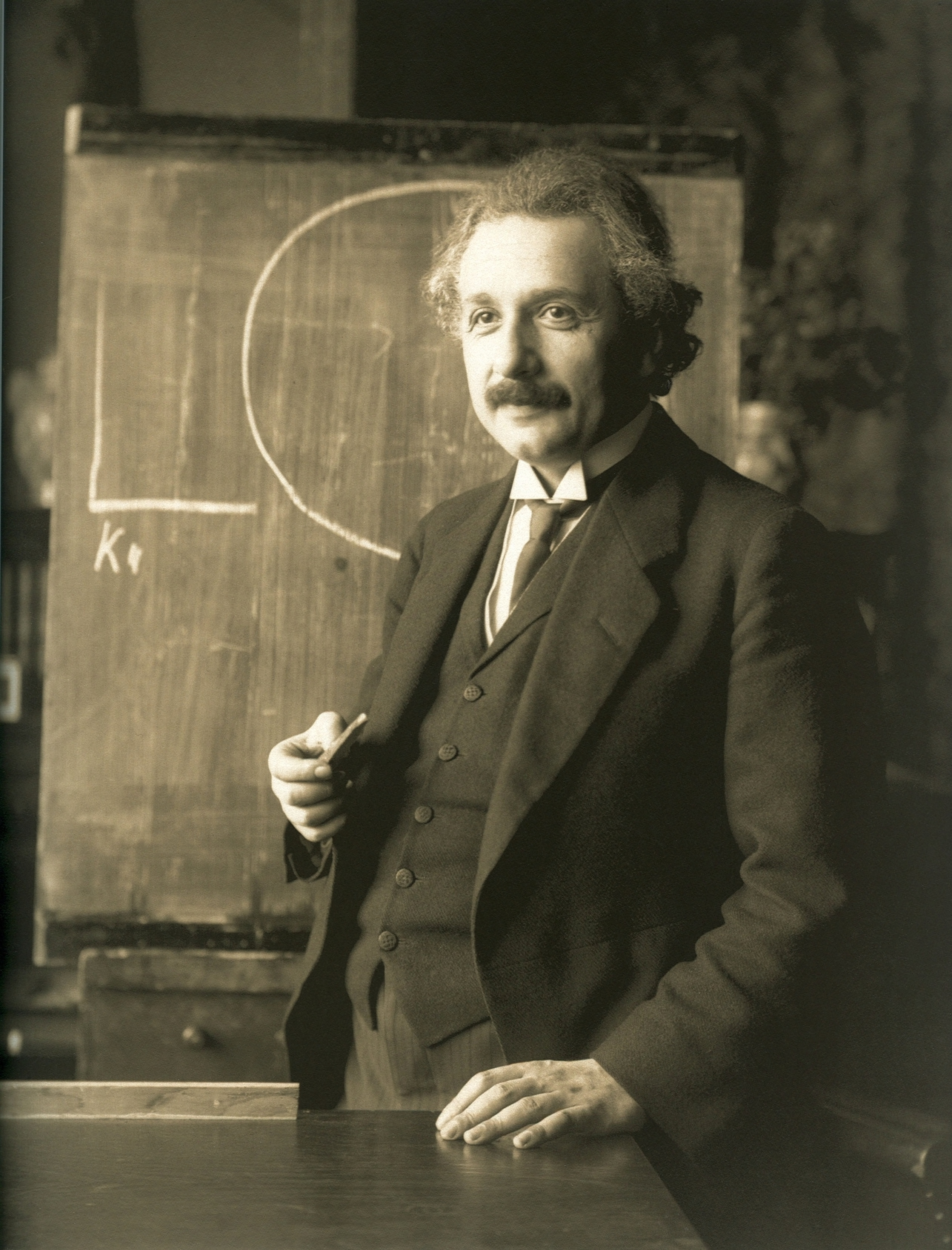
ألبرت أينشتاين عام 1921

حصل ألبرت أينشتاين على جائزة نوبل في الفيزياء في عام 1921 تكريمًا لخدماته في الفيزياء النظرية، وخاصة اكتشافه لقانون التأثير الكهروضوئي، لكنه اكتسب الشهرة الأكبر من خلال نظريته عن النسبية.
نجا إيلي فيزل وإمري كيرتس الحائزان على جائزة نوبل من معسكرات الإبادة خلال الهولوكوست، بينما نجا عالم الفلك والفيزياء فرنسوا إنغليرت من خلال تخفيه في دور الأيتام ودور الأطفال. واضطر آخرون مثل والتر كون وماكس بورن وأوتو ستيرن وألبرت أينشتاين وهانز بيته وهانس كريبس ومارتن كاربلوس إلى الفرار من ألمانيا النازية لتجنب الاضطهاد الذي مارسه نظام هتلر بحق اليهود. وعانى علماء وأكاديميون آخرون من معاداة السامية والمشاعر والسوكيات الكارهة والعنصرية تجاه اليهود بشكل كبير في حياتهم المهنية، مثل: ريتا ليفي مونتالشيني وهيربرت هاوبتوبان وسلفادور لوريا وروبرت فيرشغوت وآرثر كورنبرغ وجيروم كارلي.
يعتبر آرثر آشكين أكبر العلماء الحاصلين على جائزة نوبل سنًا، يسكن في بلدة بروكلين في ولاية نيويورك ويبلغ من العمر 96 عامًا، وهو أيضًا أكبر فائز بالجائزة لايزال على قيد الحياة.

## العلماء الذين أُجبروا على رفض الجائزة
قبِلَ العالم اليهودي الروسي بوريس باسترناك (الحاصل على جائزة نوبل في الأدب لعام 1958) الجائزة في البداية، لكنه رفضها لاحقًا بعد ضغط شديد من السلطات السوفيتية.

## جادة الحائزين على جائزة نوبل
لدى مدينة ريشون لتسيون الإسرائيلية ساحة مخصصة لتكريم جميع اليهود الحائزين على جائزة نوبل. يوجد في الشارع الذي يدعى (جادة ومتنزه الحاصلين على جائزة نوبل) (Tayelet Hatanei Pras Nobel) نصب تذكاري مع لوحات مزخرفة لكل عالم حائز على جائزة نوبل. كان المستشار العلمي للمشروع هو البروفيسور إسرائيل هانوكوغلو.

## إحصاءات
حتى عام 2018: فاز العلماء ذوو الأصل اليهودي بنسبة 37٪ من جوائز نوبل في الاقتصاد، و 25٪ في الطب، و 26.2٪ في الفيزياء، و 19.3٪ في الكيمياء، و 13.3٪ في الأدب و 8.5٪ من جوائز السلام الفردية.
وحتى عام 2018: كانت النسبة المئوية لعدد السنوات التي تم فيها منح الجائزة لشخص من أصل يهودي: 50٪ في الاقتصاد، و 39.3٪ في الفيزياء، و 38.5٪ في الطب، و 25.5٪ في الكيمياء، و 12.7٪ في الأدب، و 7.1٪ من جوائز السلام الفردية.

## الأدب
| العام | الحاصل على الجائزة | الحاصل على الجائزة | البلد             | الأعمال |
| ----- | ------------------ | ------------------ | ----------------- | --- |
| 1910  |                    | بول فون هايس       | ألمانيا           | "as a tribute to the consummate artistry, permeated with idealism, which he has demonstrated during his long productive career as a lyric poet, dramatist, novelist and writer of world-renowned short stories" |
| 1927  |                    | هنري برجسون        | فرنسا             | "in recognition of his rich and vitalizing ideas and the brilliant skill with which they have been presented"                                                                                                   |
| 1958  |                    | بوريس باسترناك     | الاتحاد السوفييتي | "for his important achievement both in contemporary lyrical poetry and in the field of the great روسيا epic tradition"                                                                                          |
| 1966  |                    | شموئيل يوسف عجنون  | إسرائيل           | "for his profoundly characteristic narrative art with motifs from the life of the Jewish people" |
| 1966  |                    | نيلي زاكس          | ألمانيا           | "for her outstanding lyrical and dramatic writing, which interprets إسرائيل's destiny with touching strength"                                                                                                   |
| 1976  |                    | سول بيلو           | الولايات المتحدة  | "for the human understanding and subtle analysis of contemporary culture that are combined in his work" |
| 1978  |                    | إساك سنجر          | الولايات المتحدة  | "for his impassioned narrative art which, with roots in a Polish-Jewish cultural tradition, brings universal human conditions to life"                                                                          |
| 1981  |                    | إلياس كانيتي       | المملكة المتحدة   | "for writings marked by a broad outlook, a wealth of ideas and artistic power" |
| 1987  |                    | يوسف برودسكي       | الولايات المتحدة  | "for an all-embracing authorship, imbued with clarity of thought and poetic intensity" |
| 1991  |                    | نادين غورديمير     | جنوب أفريقيا      | "who through her magnificent epic writing has – in the words of Alfred Nobel – been of very great benefit to humanity"                                                                                          |
| 2002  |                    | إيمري كيرتيس       | المجر             | "for writing that upholds the fragile experience of the individual against the barbaric arbitrariness of history"                                                                                               |
| 2004  |                    | إلفريدي يلينيك     | النمسا            | "عن انسيابها الموسيقي للأصوات ومقَابِلاتُها في الروايات والمسرحيات التي تكشف بحماسة لغوية شديدة سخف ابتذالات المجتمع وسلطتهم المخضعة"                                                                              |
| 2005  |                    | هارولد بنتر        | المملكة المتحدة   | "الذي يكشف في مسرحياته عن الهاوية في ظل الثرثرة اليومية ويفرض الدخول إلى غرف القمع المغلقة" |

## الكيمياء
| العام | الحاصل على الجائزة    | الحاصل على الجائزة | البلد                 | الأعمال |
| ----- | --------------------- | ------------------ | --------------------- | --- |
| 1905  |                       | أدولف فون باير     | ألمانيا               | بفضل التطور الذي حققه في مجال الكيمياء العضوية والصناعة الكيماوية، من خلال أعماله حول الأصبغة العضوية والمكونات الهيدروعطرية. |
| 1906  |                       | هنري مواسان        | فرنسا                 | بفضل أبحاثه في عزل عنصر الفلور، وفي صناعة الفرن الكهربائي الذي حمل اسمه.                                                      |
| 1910  |                       | أوتو فالاخ         | ألمانيا               | بفضل خدماته التي قدمها إلى الكيمياء العضوية والصناعة الكيماوية من خلال أعماله الرائدة حول المركبا ت الأليفاتية الحلقية.       |
| 1915  |                       | ريشارد فيلشتيتر    | ألمانيا               | بفضل أبحاث حول النباتات وخصوصا فيما يتعلق باليخضور                                                                            |
| 1918  |                       | فريتز هابر         | ألمانيا               | "بفضل تمكنه من الحصول على الأمونياك."                                                                                         |
| 1943  |                       | جورج هيفيشي        | المجر                 | "عن عمله على استخدام النظائر كقائف مشع في دراسة العمليات الكيميائية"                                                          |
| 1961  | Melvin Calvin         | ملفين كالفن        | الولايات المتحدة      | "عن أبحاثه حول امتصاص ثنائي أكسيد الكربون في النباتات"                                                                        |
| 1962  |                       | ماكس بيروتس        | المملكة المتحدة       | "عن دراساتهم لبنى الميوغلوبين"                                                                                                |
| 1972  | Christian B. Anfinsen | كريستيان أنفينسن   | الولايات المتحدة      | لعمله على الريبونوكلياز، لا سيما فيما يتعلق بالاتصال بين تسلسل الأحماض الأمينية وأنشطة بيولوجيا التشكل.                       |
| 1972  |                       | ويليام ستاين       | الولايات المتحدة      | "لمساهمته في فهم العلاقة بين نشاط العامل المحفز والتركيب الكيميائي وبين المركز النشط لجزيء الريبونوكلياز"                     |
| 1979  |                       | هيربرت براون       | الولايات المتحدة      | "عن مساهمته في استخدام البورون والمركبات المحتوية على الفوسفور في كواشف هامة "                                                |
| 1980  |                       | بول برغ            | الولايات المتحدة      | "عن دراساته الهامة للكيمياء الحيوية للأحماض النووية، ولا سيما فيما يتعلق بالحمض النووي معاد التركيب."                         |
| 1980  | Walter Gilbert        | ولتر غيلبرت        | الولايات المتحدة      | "عن مساهماته فيما يتعلق بتحديد تسلسل القواعد في الأحماض النووية"                                                              |
| 1982  |                       | آرون كلوغ          | المملكة المتحدة       | "لتطويره المجهر الإلكتروني."                                                                                                  |
| 1985  | Jerome Karle          | جيروم كارل         | الولايات المتحدة      | "لإنجازاتهم البارزة في تطوير أساليب مباشرة لتحديد هياكل الكريستال"                                                            |
| 1985  | Herbert Hauptman      | هيربرت هاوبتمان    | الولايات المتحدة      | "لإنجازاتهم البارزة في تطوير أساليب مباشرة لتحديد هياكل الكريستال"                                                            |
| 1989  |                       | سيدني ألتمان       | كندا الولايات المتحدة | "لاكتشافه إنزيم الحمض النووي الريبوزي."                                                                                       |
| 1992  |                       | رودولف ماركوس      | الولايات المتحدة      | "لمساهمته في نظرية تفاعلات نقل الإلكترون في الأنظمة الكيميائية"                                                               |
| 1994  | George Andrew Olah    | جورج أولاه         | المجر                 | "عن مساهمته في كيمياء الكاتيونات الكربونية"                                                                                   |
| 1998  | Walter Kohn           | والتر كون          | الولايات المتحدة      | "عن تطويره نظرية الكثافة الوظيفية"                                                                                            |
| 2000  |                       | آلن هيغير          | الولايات المتحدة      | "لاكتشاف وتطوير المبلمر الموصل."                                                                                              |
| 2004  |                       | أهارون تشيخانوفير  | إسرائيل               | "لاكتشاف اليوبيكويتين بوساطة انحلال البروتينر"                                                                                |
| 2004  |                       | أفرام هيرشكو       | إسرائيل               | "لاكتشاف اليوبيكويتين بوساطة انحلال البروتينر"                                                                                |
| 2004  |                       | إروين روز          | الولايات المتحدة      | "لاكتشاف اليوبيكويتين بوساطة انحلال البروتينر"                                                                                |
| 2006  |                       | روجر كورنبيرغ      | الولايات المتحدة      | "لدراساته الأساس الجزيئي لنسخ الخلايا حقيقية النواة"                                                                          |

## الطب وعلم وظائف الأعضاء
| العام | الحاصل على الجائزة | الحاصل على الجائزة                  | البلد                   | الأعمال |
| ----- | ------------------ | ----------------------------------- | ----------------------- | --- |
| 1908  |                    | إيليا ميتشنيكوف                     | روسيا                   | اعترافا بعملهما في دراسة جهاز المناعة. |
| 1908  |                    | باول إرليخ                          | ألمانيا                 | اعترافا بعملهما في دراسة جهاز المناعة. |
| 1914  |                    | روبرت باراني                        | النمسا                  | "اعترافا بأعماله في مجال علم وظائف الأعضاء وعلم الأمراض للجهاز الدهليزي"                                                                                    |
| 1922  |                    | أوتو مايرهوف                        | ألمانيا                 | بفضل اكتشافه للعلاقة الثابتة بين استهلاك الأوكسجين وتكون حمض لاكتيك في العضلة                                                                               |
| 1930  |                    | كارل لاندشتاينر                     | النمسا                  | "لاكتشافه فئات دم الإنسان. |
| 1931  |                    | أوتو هاينريش فاربورغ (من أصل يهودي) | ألمانيا                 | "لاكتشافه طبيعة وطريقة فعل الأنزيم التنفسي" |
| 1936  |                    | أوتو لوفي                           | النمسا                  | "لاكتشافاتهم المرتبطة بالنقل الكيميائي للنبضات العصبية" |
| 1944  |                    | جوزف إيرلنغر                        | الولايات المتحدة        | "for their discoveries relating to the highly differentiated functions of single محور عصبيs"                                                                |
| 1944  | هربرت سبنسر غاسر   |                                     | الولايات المتحدة        | "for their discoveries relating to the highly differentiated functions of single محور عصبيs"                                                                |
| 1945  |                    | إرنست بوريس تشين                    | المملكة المتحدة         | "for the discovery of بنسلين and its curative effect in various عدوىs"                                                                                      |
| 1946  |                    | هرمان جوزيف مولر                    | الولايات المتحدة        | "for the discovery of the production of mutations by means of أشعة سينية تشعع"                                                                              |
| 1947  |                    | جرتي كوري                           | الولايات المتحدة        | "for their discovery of the course of the catalytic conversion of غلايكوجين"                                                                                |
| 1950  |                    | تاديوش رايخشتاين                    | سويسرا                  | "for their discoveries relating to the هرمونs of the قشرة الكظرية, their structure and biological effects"                                                  |
| 1952  |                    | سلمان واكسمان                       | الولايات المتحدة        | "for his discovery of ستربتوميسين, the first مضاد حيوي effective against سل"                                                                                |
| 1953  |                    | هانس كريبس                          | المملكة المتحدة         | "لاكتشافه دورة حمض الستريك" |
| 1953  |                    | فريتس ليبمان                        | الولايات المتحدة        | "لاكتشافه التميم أ وأهميته في الأيض الوسيط" |
| 1958  |                    | جوشوا ليدربرغ                       | الولايات المتحدة        | "for his discoveries concerning تأشيب جيني and the organization of the جين of بكتيريا"                                                                      |
| 1959  |                    | آرثر كورنبرغ                        | الولايات المتحدة        | "for their discovery of the mechanisms in the biological synthesis of حمض نووي ريبوزي and حمض نووي ريبوزي منقوص الأكسجين"                                   |
| 1964  |                    | كونراد إيميل بلوخ                   | الولايات المتحدة        | "for their discoveries concerning the mechanism and regulation of the كولسترول and حمض دهني تمثيل غذائي"                                                    |
| 1965  |                    | فرنسوا جاكوب                        | فرنسا                   | "for their discoveries concerning نسخ (وراثة) and virus synthesis ‏"                                                                                         |
| 1965  | أندريه ميشال لووف  |                                     | فرنسا                   | "for their discoveries concerning نسخ (وراثة) and virus synthesis ‏"                                                                                         |
| 1967  |                    | جورج والد                           | الولايات المتحدة        | "for their discoveries concerning the primary physiological and chemical visual processes in the eye"                                                       |
| 1968  |                    | مارشال فارن نيرنبرغ                 | الولايات المتحدة        | "for their interpretation of the شيفرة جينية and its function in تخليق البروتين"                                                                            |
| 1969  |                    | سلفادور لوريا                       | الولايات المتحدة        | "for their discoveries concerning the replication mechanism and the genetic structure of فيروسes"                                                           |
| 1970  |                    | يوليوس أكسلرود                      | الولايات المتحدة        | "for their discoveries concerning the humoral ناقل عصبي and the mechanism for their storage, release and inactivation"                                      |
| 1970  |                    | برنارد كاتس                         | المملكة المتحدة         | "for their discoveries concerning the humoral ناقل عصبي and the mechanism for their storage, release and inactivation"                                      |
| 1972  |                    | جيرالد إيدلمان                      | الولايات المتحدة        | "for their discoveries concerning the chemical structure of جسم مضاد"                                                                                       |
| 1975  |                    | ديفيد بلتيمور                       | الولايات المتحدة        | "for their discoveries concerning the interaction between فيروسes and the genetic material of the cell"                                                     |
| 1975  |                    | هوارد مارتن تيمن                    | الولايات المتحدة        | "for their discoveries concerning the interaction between فيروسes and the genetic material of the cell"                                                     |
| 1976  |                    | باروخ سامويل بلومبرغ                | الولايات المتحدة        | "for their discoveries concerning new mechanisms for the origin and dissemination of عدوىs"                                                                 |
| 1977  |                    | أندرو سكالي                         | الولايات المتحدة        | "for their discoveries concerning the هرمون الببتيد production of the brain"                                                                                |
| 1977  |                    | روزالين سوسمان يالو                 | الولايات المتحدة        | "for the development of مقايسة مناعية شعاعيةs of peptide hormones"                                                                                          |
| 1978  |                    | دانيال ناتان                        | الولايات المتحدة        | "for the discovery of إنزيمات الاقتطاعs and their application to problems of علم الوراثة الجزيئي"                                                           |
| 1980  |                    | باروخ بن الصراف                     | الولايات المتحدة        | "for their discoveries concerning genetically determined معقد التوافق النسيجي الكبير that regulate جهاز مناعي"                                              |
| 1984  |                    | سيزار ميلشتاين                      | أرجنتين المملكة المتحدة | "for theories concerning the specificity in development and control of the جهاز مناعي and the discovery of the principle for production of ضد وحيد النسيلة" |
| 1985  |                    | مايكل ستيوارت براون                 | الولايات المتحدة        | "for their discoveries concerning the regulation of كولسترول تمثيل غذائي"                                                                                   |
| 1985  |                    | جوزف غولدشتاين                      | الولايات المتحدة        | "for their discoveries concerning the regulation of كولسترول تمثيل غذائي"                                                                                   |
| 1986  |                    | ستانلي كوهين                        | الولايات المتحدة        | "for their discoveries of عامل نموs" |
| 1986  |                    | ريتا ليفي مونتالشيني                | إيطاليا                 | "for their discoveries of عامل نموs" |
| 1988  |                    | جرترود إليون                        | الولايات المتحدة        | "for their discoveries of important principles for علم الصيدلة"                                                                                             |
| 1989  |                    | هارولد فرموس                        | الولايات المتحدة        | "for their discovery of the cellular origin of فيروس قهقري جين ورميs"                                                                                       |
| 1994  |                    | ألفريد جيلمان                       | الولايات المتحدة        | "for their discovery of جي بروتينs and the role of these proteins in توصيل الإشارة in cells"                                                                |
| 1994  | مارتن رودبل        |                                     | الولايات المتحدة        | "for their discovery of جي بروتينs and the role of these proteins in توصيل الإشارة in cells"                                                                |
| 1997  |                    | ستانلي بروسينر                      | الولايات المتحدة        | "for his discovery of بريونs – a new biological principle of infection"                                                                                     |
| 1998  |                    | روبرت فورشغوت                       | الولايات المتحدة        | "for their discoveries concerning أحادي أكسيد النيتروجين as a signalling molecule in the cardiovascular system"                                             |
| 2000  |                    | بول غرينغارد                        | الولايات المتحدة        | "for their discoveries concerning توصيل الإشارة in the جهاز عصبي"                                                                                           |
| 2000  |                    | إريك كاندل                          | الولايات المتحدة        | "for their discoveries concerning توصيل الإشارة in the جهاز عصبي"                                                                                           |
| 2002  |                    | سيدني برانر                         | المملكة المتحدة         | "for their discoveries concerning 'genetic regulation of organ development and استماتة'"                                                                    |
| 2002  |                    | روبرت هورفيتز                       | الولايات المتحدة        | "for their discoveries concerning 'genetic regulation of organ development and استماتة'"                                                                    |
| 2004  |                    | ريتشارد أكسال                       | الولايات المتحدة        | "for their discoveries of مستقبل شميs and the organization of the نظام الشم"                                                                                |
| 2006  |                    | أندرو فاير                          | الولايات المتحدة        | "for his discovery of تداخل الحمض النووي الريبوزي – gene silencing by double-stranded RNA"                                                                  |
| 2011  |                    | رالف ستاينمان                       | كندا                    | عن "اكتشافه للخلية المتغصنة ودورها في الجهاز المناعي التكيفي"                                                                                               |
| 2011  |                    | بروس بوتلر                          | الولايات المتحدة        | عن "اكتشافه للخلية المتغصنة ودورها في الجهاز المناعي التكيفي"                                                                                               |

## الفيزياء
| العام | الحاصل على الجائزة | الحاصل على الجائزة  | البلد             | الأعمال |
| ----- | ------------------ | ------------------- | ----------------- | --- |
| 1907  |                    | ألبرت ميكلسون       | الولايات المتحدة  | "لعمله لتطوير الآلات البصرية الدقيقة."                                                                       |
| 1908  |                    | غبريال ليبمان       | فرنسا             | "عن طريقته لاستنساخ الألوان فوتوغرافيا استنادًا إلى ظاهرة تداخل الموجات."                                     |
| 1921  |                    | ألبرت أينشتاين      | ألمانيا           | "لما قدمه من خدمات للفيزياء النظرية، وخاصة لاكتشافه القانون الخاص بالتأثير الكهروضوئي."                      |
| 1922  |                    | نيلس بور            | الدانمارك         | "لخدماته في مجال دراسة بنية الذرة والإشعاعات الصادرة عنها."                                                  |
| 1925  |                    | جيمس فرانك          | ألمانيا           | "لاكتشافهما القوانين الناظمة لتأثير الإلكترون على الذرة"                                                     |
| 1925  |                    | غوستاف هرتس         | ألمانيا           | "لاكتشافهما القوانين الناظمة لتأثير الإلكترون على الذرة"                                                     |
| 1943  |                    | أوتو شتيرن          | الولايات المتحدة  | "لمساهمته في تطوير أسلوب الأشعة الجزيئية واكتشافه العزم المغناطيسي الخاصة بالبروتون."                        |
| 1944  |                    | أيزيدور اسحق رابي   | الولايات المتحدة  | "عن طريقته لتسجيل الخصائص المغناطيسية للنواة الذرية."                                                        |
| 1945  |                    | فولفغانغ باولي      | النمسا            | "اكتشافه قاعدة الاستبعاد، وتسمى أيضًا مبدأ استبعاد باولي."                                                    |
| 1952  |                    | فليكس بلوخ          | الولايات المتحدة  | "وضع أساليب جديدة لقياس الدقة المغناطيسية النووية."                                                          |
| 1954  |                    | ماكس بورن           | المملكة المتحدة   | "عن أبحاثه الأساسية في ميكانيكا الكم، وخصوصًا تفسيراته الإحصائية لوظيفة الموجة"                               |
| 1958  |                    | إليا فرانك          | الاتحاد السوفييتي | "اكتشاف وتفسير إشعاع شيرينكوف"                                                                               |
| 1958  |                    | إيجور تام           | الاتحاد السوفييتي | "اكتشاف وتفسير إشعاع شيرينكوف"                                                                               |
| 1959  |                    | إميليو جينو سيغري   | إيطاليا           | "لاكتشافه ما يُسمى مضاد البروتون."                                                                            |
| 1960  |                    | دونالد أرثور غلاسر  | الولايات المتحدة  | "عن اختراعه غرفة الفقاقيع."                                                                                  |
| 1961  |                    | روبرت هوفستاتر      | الولايات المتحدة  | "لدراسته الرائدة عن تبعثر الإلكترون في الأنوية الذرية ولاكتشافه هيكل النواة."                                |
| 1962  |                    | ليف لانداو          | الاتحاد السوفييتي | "عن نظرياته الرائدة في فيزياء المواد المكثفة، وخاصة الهيليوم السائل"                                         |
| 1963  |                    | يوجين ويغنر         | الولايات المتحدة  | "عن لمساهماته في نظرية نواة الذرة والجسيمات الأولية، خاصة من خلال اكتشافه وتطبيقه للمبادئ الأساسية للتماثل." |
| 1965  |                    | ريتشارد فاينمان     | الولايات المتحدة  | "لأعمالهم الهامة في الكهروديناميكا الكمية وفيزياء الجسيمات الأولية"                                          |
| 1965  |                    | جوليان شفينجر       | الولايات المتحدة  | "لأعمالهم الهامة في الكهروديناميكا الكمية وفيزياء الجسيمات الأولية"                                          |
| 1967  |                    | هانز بيته           | الولايات المتحدة  | "لمساهماته في نظرية التفاعلات النووية، وخصوصًا اكتشافاته المتعلقة بإنتاج الطاقة في النجوم."                   |
| 1969  |                    | موري جيلمان         | الولايات المتحدة  | "عن اكتشافاته المتعلقة بتصنيف الجسيمات الأولية وتفاعلاتها."                                                  |
| 1971  |                    | دنيس غابور          | المملكة المتحدة   | "لاختراعه وتطويره للتصوير التجسيمي."                                                                         |
| 1972  |                    | ليون كوبر           | الولايات المتحدة  | "لتطويره نظرية الموصلية الفائقة."                                                                            |
| 1973  |                    | بريان دايفد جوزيفسن | المملكة المتحدة   | "عن توقعاته النظرية لخصائص التيار الفائق المر عبر حاجز نفقي، ولا سيما الظواهر التي تعرف باسم تأثير جوزيفسن." |

## السلام
| العام | الحاصل على الجائزة | الحاصل على الجائزة      | البلد                  | الأعمال |
| ----- | ------------------ | ----------------------- | ---------------------- | --- |
| 1911  |                    | توبياس ميخائيل كايل آسر | هولندا                 | "Initiator of the Conferences on International Private Law في لاهاي; Cabinet Minister; محامي"                                                                |
| 1911  |                    | ألفريد هيرمان فريد      | النمسا                 | "صحفي; مؤسس Die Friedenswarte" |
| 1968  |                    | رينيه كاسان             | فرنسا                  | رئيساً للمحكمة الأوروبية لحقوق الإنسان |
| 1973  |                    | هنري كسنجر              | الولايات المتحدة       | "عن اتفاقية باريس للسلام عام 1973 التي هدفت إلى إحلال وقف لإطلاق النار في حرب فيتنام وانسحاب للقوات الأمريكية"                                               |
| 1978  |                    | مناحم بيجن              | إسرائيل                | "عن اتفاق كامب ديفد الذي أدى إلى إحلال السلام بالتفاوض بين مصر وإسرائيل"                                                                                     |
| 1986  |                    | إيلي فيزيل              | الولايات المتحدة       | "Chairman of "The President's Commission on the Holocaust""                                                                                                  |
| 1994  |                    | إسحاق رابين             | إسرائيل                | "to honour a political act which called for great courage on both sides, and which has opened up opportunities من أجل تطور جديد نحو الإخاء في الشرق الأوسط." |
| 1994  |                    | شمعون بيريز             | إسرائيل                | "to honour a political act which called for great courage on both sides, and which has opened up opportunities من أجل تطور جديد نحو الإخاء في الشرق الأوسط." |
| 1995  |                    | جوزيف روتبلت            | المملكة المتحدة بولندا | "عن جهوده للتقليل من الدور الذي لعبته الأسلحة النووية في السياسة الدولية، ولإزالة هذا النوع من الأسلحة على المدى الطويل"                                     |

## الاقتصاد
| العام | الحاصل على الجائزة | الحاصل على الجائزة | البلد                          | الأعمال |
| ----- | ------------------ | ------------------ | ------------------------------ | --- |
| 1970  |                    | بول سامويلسون      | الولايات المتحدة               | "عن العمل العلمي الذي طوّر من خلاله النظرية الاقتصادية الساكنة والديناميكية ومساهمته الفعّالة في رفع مستوى التحليل في العلوم الاقتصادية" |
| 1971  |                    | سيمون كوزنتس       | الولايات المتحدة               | "لتفسيره المرتكز على أساس تجريبي للنمو الاقتصادي مما قاد إلى استبصار جديد ومعمّق في البنية الاقتصادية والاجتماعية وعملية التنمية"       |
| 1972  |                    | كينيث ارو          | الولايات المتحدة               | "لاسهاماته الرائدة في نظرية التوازن العام الاقتصادية ونظرية الرفاه"                                                                    |
| 1973  |                    | فاسيلي ليونتييف    | روسيا ألمانيا الولايات المتحدة | "لتطوير طريقة المدخلات-المخرجات ولتطبيقها على مشاكل اقتصادية هامة"                                                                     |
| 1975  |                    | ليونيد كانتروفيتش  | الاتحاد السوفييتي              | "لإسهاماته في نظرية التخصيص الأمثل للموارد"                                                                                            |
| 1976  |                    | ميلتون فريدمان     | الولايات المتحدة               | "عن إنجازاته في مجالات التحليل الاستهلاكي والتاريخ والنظرية المالية وعن إظهاره لتعقيد سياسة تثبيت الاستقرار"                           |
| 1978  |                    | هيربرت سيمون       | الولايات المتحدة               | "لأبحاثه الرائدة في عملية صناعة القرار ضمن المنظمات الاقتصادية"                                                                        |
| 1980  |                    | لورنس كلين         | الولايات المتحدة               | "لإنشاء نماذج اقتصادية قياسية وتطبيقها على تحليل التقلبات الاقتصادية والسياسات الاقتصادية"                                             |
| 1985  |                    | فرانكو موديلياني   | إيطاليا الولايات المتحدة       | "لتَّحليلاته الرائدة في الإدّخار والأسواق المالية"                                                                                        |
| 1987  |                    | روبرت سولو         | الولايات المتحدة               | "لإسهاماته في نظرية النمو الاقتصادي"                                                                                                   |
| 1990  |                    | هاري ماركويتز      | الولايات المتحدة               | "لعملهما الرائد في نظرية علم الاقتصاد المالي"                                                                                          |
| 1990  |                    | ميرتون ميلر        | الولايات المتحدة               | "لعملهما الرائد في نظرية علم الاقتصاد المالي"                                                                                          |
| 1992  |                    | غاري بيكر          | الولايات المتحدة               | "لتوسيعه نطاق الاقتصاد التحليلي الجزئي إلى نطاقٍ واسعٍ من السلوكيات والتفاعلات البشرية ومنها السلوكيات غير السوقية""                     |
| 1993  |                    | روبرت فوغل         | الولايات المتحدة               | "لتجديده للأبحاث في التاريخ الاقتصادي عبر تطبيق النظرية الاقتصادية والأساليب الكمية من أجل تفسير التغيير الاقتصادي والمؤسساتي"         |
| 1994  |                    | جون هارساني        | المجر                          | "لتحليلهم الرائد للتوازنات في نظرية الألعاب غير التعاونية"                                                                             |
| 1997  |                    | مايرون سكولز       | كندا                           | "لوضعه طريقة جديدة لتحديد قيمة المشتقّات"                                                                                               |
| 2001  |                    | جوزيف ستيجلز       | الولايات المتحدة               | "لتحليلاته للأسواق باستخدام معلومات غير متماثلة"                                                                                       |
| 2002  |                    | دانيال كانمان      | إسرائيل الولايات المتحدة       | "لدمجه لرؤى من الأبحاث النفسية في العلوم الاقتصادية ولا سيما فيما يخص الحكم وصناعة القرار عند الإنسان في ظل الارتياب"                  |
| 2005  |                    | روبرت أومان        | إسرائيل الولايات المتحدة       | بفضل تمكينه لفهم الصراع والتعاون من خلال نظرية الألعاب                                                                                 |
| 2007  |                    | ليونيد هورفيتش     | الولايات المتحدة               | "لوضعهم لأسس نظرية تصميم الآليات" |
| 2007  |                    | إيريك ماسكين       | الولايات المتحدة               | "لوضعهم لأسس نظرية تصميم الآليات" |
| 2007  |                    | روجر ميرسون        | الولايات المتحدة               | "لوضعهم لأسس نظرية تصميم الآليات" |
| 2008  |                    | بول كروغمان        | الولايات المتحدة               | "لتحليله لأنماط التجارة وموقع النشاط الاقتصادي"                                                                                        |

## ملاحظة
1. ↑  تضم القائمة عدد من الحائزين على جائزة نوبل ممن نشأوا كمسيحيين أو اعتنقوا المسيحية لاحقًا مثل بوريس باسترناك،[1] أدولف فون باير،[2] أوتو فالاخ،[3] جورج هيفيشي،[4][5] فريتز هابر،[6]:33 ماكس بيروتس،[7][8][9] كارل لاندشتاينر،[10] إلفريده يلينيك،[11][12] أوتو فاربورغ،[13] جرتي كوري،[14][15] بول غرينغارد،[16] نيلز بور،[17] غوستاف هرتس،[18] فولفغانغ باولي،[19] ماكس بورن،[20] هانز بيته،[21] يوجين ويغنر،[22]، جون هارساني وآخرين.[23]

## وصلات خارجية
- فيديو من المتحف الوطني للتاريخ الأمريكي اليهودي مع بعض اليهود المدرجين ممن مُنِحوا نوبل (بالإنجليزية)